# Pseudoserpusia flavocoerulipes
Pseudoserpusia flavocoerulipes är en insektsart som beskrevs av Marius Descamps och Wintrebert 1967. Pseudoserpusia flavocoerulipes ingår i släktet Pseudoserpusia och familjen gräshoppor. Inga underarter finns listade i Catalogue of Life.